# Filippo Villani

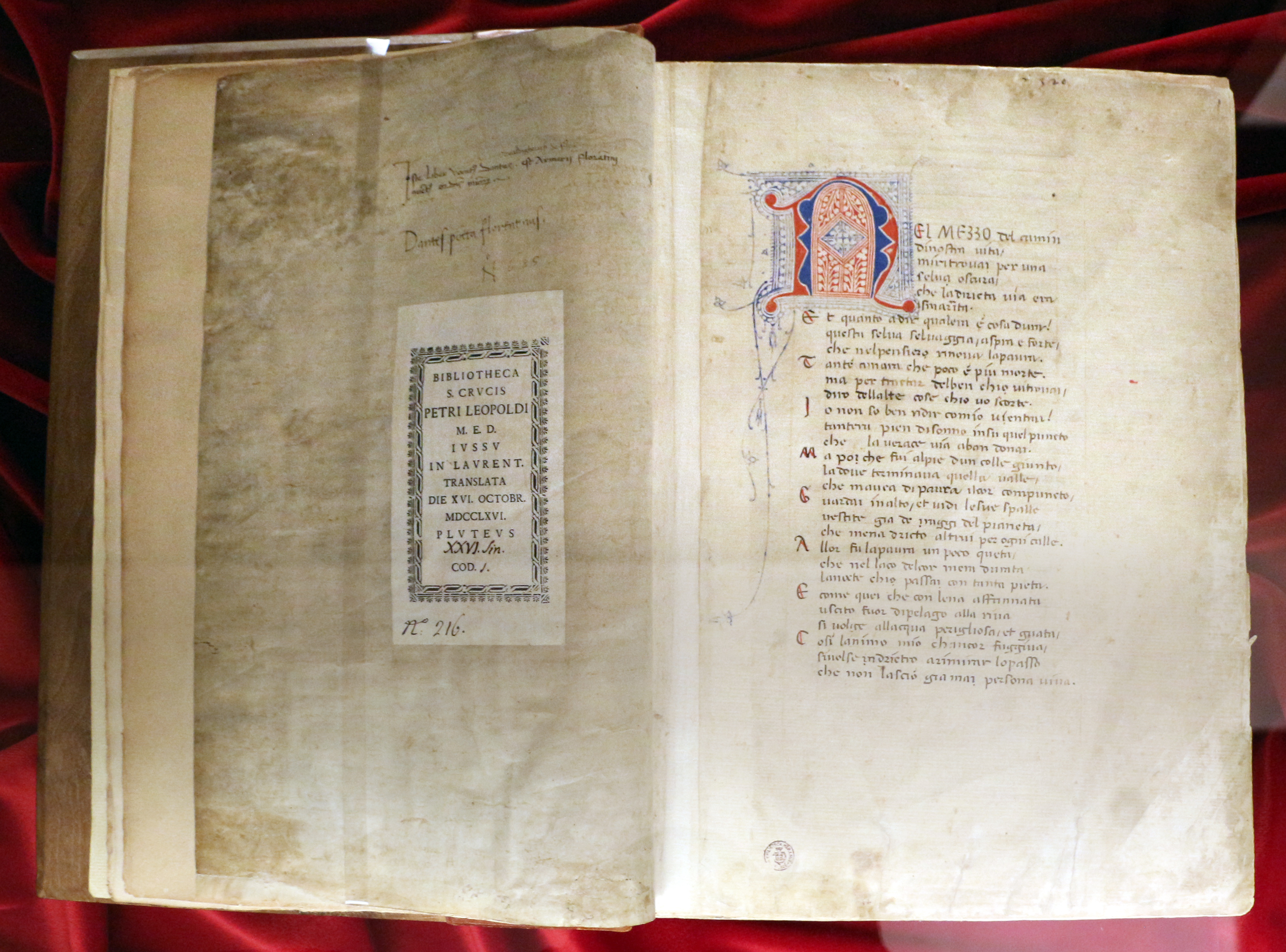
Divina Comedia de Dante, editada por Filippo Villani (ca. 1390-1405), Biblioteca Medicea Laurenziana de Florencia.

Filippo Villani (Florencia, finales del siglo XIV-comienzos del siglo XV) fue un cronista italiano.

## Biografía
Hijo de Matteo Villani y sobrino de Giovanni Villani, continuó su obra denominada Nuova Cronica a partir de 1364, incluyendo detalles de las vidas de muchos artistas y músicos florentinos, como Giotto y Francesco Landini. Filippo Villani ocupó la cátedra de jurisprudencia del Studio de Florencia en 1361. En 1377 fue nombrado canciller de la comuna medieval de Perugia, cargo que ejerció en los siguientes seis años.
En su vejez se ocupaba de las lecturas públicas que se realizaban en Florencia de la Divina Comedia de Dante Alighieri, trabajo por el que se le asignó un salario anual de 150 florines de oro. La crónica de los Villani fue aprobada por el canciller de Florencia, Coluccio Salutati, que realizó correcciones al texto y añadió comentarios. La segunda edición apareció en 1395 o 1396.